# Lijst van indianenreservaten in South Dakota
Dit is een lijst van indianenreservaten in de Amerikaanse staat South Dakota. Er bevinden zich negen reservaten in South Dakota; twee reservaten in andere staten hebben bijkomende percelen in South Dakota.

## Lijst
| Reservaat                            | Stam (volk)                                                 | Ligging | County's                             | Opmerking |
| ------------------------------------ | ----------------------------------------------------------- | ------- | ------------------------------------ | --- |
| Cheyenne River Indian Reservation    | Cheyenne River Sioux Tribe (Lakota)                         |         | Dewey Haakon Meade Stanley Ziebach   | |
| Crow Creek Indian Reservation        | Crow Creek Sioux Tribe (Lakota)                             |         | Buffalo Hughes Hyde                  | |
| Flandreau Indian Reservation         | Flandreau Santee Sioux Tribe (Lakota)                       |         | Moody                                | |
| Lake Traverse Indian Reservation     | Sisseton-Wahpeton Oyate (Dakota)                            |         | Codington Day Grant Marshall Roberts | Het reservaat reikt tot in North Dakota.                                                                           |
| Lower Brule Indian Reservation       | Lower Brulé Sioux Tribe (Lakota)                            |         | Lyman Stanley                        | |
| Northern Cheyenne Indian Reservation | Northern Cheyenne Tribe (Cheyenne)                          |         | Meade                                | Het reservaat ligt in Montana, maar heeft een aantal percelen trust land in South Dakota.                          |
| Pine Ridge Indian Reservation        | Oglala Sioux Tribe (Lakota)                                 |         | Bennett Jackson Oglala Lakota        | Het reservaat reikt tot in Nebraska.                                                                               |
| Rosebud Indian Reservation           | Rosebud Sioux Tribe (Lakota)                                |         | Gregory Lyman Mellette Todd Tripp    | |
| Standing Rock Indian Reservation     | Standing Rock Sioux Tribe (Lakota)                          |         | Corson Dewey Ziebach                 | Het reservaat reikt tot in North Dakota.                                                                           |
| Turtle Mountain Indian Reservation   | Turtle Mountain Band of Chippewa Indians (Ojibweg en Métis) |         | Perkins                              | Het reservaat ligt in North Dakota, maar heeft een verder nog trust land in Montana, North Dakota en South Dakota. |
| Yankton Indian Reservation           | Yankton Sioux Tribe (Lakota)                                |         | Charles Mix                          | |